# Jacob Pleydell-Bouverie, II conte di Radnor
Jacob Pleydell-Bouverie, II conte di Radnor (Westminster, 4 marzo 1750 – Longford Castle, 27 gennaio 1828), è stato un nobile e ufficiale inglese.

## Biografia
Era il figlio di William Bouverie, I conte di Radnor, e della sua prima moglie, Harriet Pleydell. Frequentò la Harrow School e l'University College (Oxford).

## Carriera
Prese posto nella Camera dei comuni] fino al 1771. Successe al padre nel 1776. Nel 1779 venne nominato capitano del Northamptonshire Militia e nel 1791 fu Lord luogotenente del Berkshire.
Il 30 novembre 1780 fu deputato per Wiltshire, carica che mantenne fino 19 novembre 1791, e nel 1802 per il Kent.
Fu nominato colonnello del Berkshire Militia (1791-1800).

## Matrimonio
Sposò, il 24 gennaio 1777, Anne Duncombe, figlia di Anthony Duncombe, I barone Feversham. Ebbero sette figli:
- Lady Mary Anne Pleydell-Bouverie (28 aprile 1778–5 ottobre 1790);
- William Pleydell-Bouverie, III conte di Radnor (1 maggio 1779–9 aprile 1869);
- Duncombe Pleydell-Bouverie (28 giugno 1780–5 novembre 1850), sposò Louisa May, ebbero una figlia;
- Lawrence Pleydell-Bouverie (6 agosto 1781–23 novembre 1811);
- Lady Harriet Pleydell-Bouverie (2 settembre 1782–31 dicembre 1794);
- Lady Barbara Pleydell-Bouverie (17 ottobre 1783–26 giugno 1798);
- reverendo Frederick Pleydell-Bouverie (16 novembre 1785–6 giugno 1857), sposò Elizabeth Sullivan, ebbero due figli;
- Philip Pleydell-Bouverie (21 ottobre 1788–27 maggio 1872), sposò Maria à Court, ebbero un figlio.

## Morte
Morì il 27 gennaio 1828 a Longford Castle, nel Wiltshire.